# Stojan (imię)
Stojan – imię staropolskie, model jednoczłonowy, imiesłowowy Stoj-an, od psł. stojatь, staropolskiego i współczesnego gwarowego poznańskiego stojać - stać.